# Ervín Špindler
Ervín Špindler (29. srpna 1843 Choceň – 17. prosince 1918 Roudnice nad Labem) byl český úředník, novinář, básník, spisovatel, překladatel a politik, významný veřejný činitel na Roudnicku. V letech 1868–1903 pracoval jako tajemník okresního úřadu v Roudnici nad Labem. V květnu 1868 spolupořádal tábor lidu na Řípu. Vydával (1870–85) a redigoval (1870–1911) čtrnáctideníky Říp a Podřípan, r. 1885 spojené do týdeníku. Zasedal za mladočeskou stranu v Českém zemském sněmu (1889–1907) a rakouské Říšské radě (1890–1907). Jako starosta Roudnice (1891–1913) se zasloužil o rozvoj města, zejména o vybudování železného mostu přes Labe. Byl i literárně činný — přispíval do Národních listů, Zlaté Prahy, Vlčkovy Osvěty a dalších časopisů; psal historické romány a básně, přeložil Wenzigova libreta ke Smetanovým operám Libuše a Dalibor. Používal i pseudonym Jaroslav Květenský. Současníky byl velmi oceňován, stal se čestným občanem několika měst a obcí a byla po něm pojmenována Městská knihovna Ervína Špindlera v Roudnici.

## Život

### Mládí, studium a profesní dráha
Narodil se v Chocni jako syn chudého vrchnostenského zahradníka Eugena Špindlera. Vystudoval nižší reálku v Moravské Třebové a Poličce, poté vyšší reálku v Praze a dvouletý učitelský kurs. Navštěvoval rovněž národohospodářské přednášky prof. Erbena na pražské technice.
Jeho první zaměstnání bylo v týnské reálce, kde zastupoval ředitele Řeháka po dobu jeho nemoci. Dostal však chrlení krve a na doporučení lékaře odešel ze školství. V letech 1864-67 pracoval v redakci Národních listů, od roku 1866 se připravoval na práci v regionální samosprávě. Nejprve pod vedením Františka Braunera studoval agendu okresního úřadu na Smíchově, roku 1867 byl zaměstnán jako praktikant na pražském magistrátu. Na konci ledna 1868 se přestěhoval do Roudnice nad Labem, kde získal místo tajemníka okresního úřadu. Aktivně se podílel na využití místní samosprávy pro národní a národohospodářské účely, což byla jedna z hlavních priorit mladočeského politického proudu té doby. Bohaté regiony Polabí, Mělnicka a Roudnicka se díky tomu staly jednou z opor pozdější mladočeské strany.

### Mladočeským politikem
V Roudnici se aktivně zapojil i do veřejného života. Jeho první velkou akcí bylo spolupořádání táboru lidu na Řípu 10. května 1868. Rezoluce, přijatá na tomto shromáždění, vyvolala odpor úřadů a tři organizátoři — Václav Kratochvíl, Václav Janda a Ervín Špindler — byli postaveni před soud pro zločin rušení veřejného pokoje. C. k. zemský soud v Praze odsoudil počátkem roku 1869 Kratochvíla a Jandu k šesti měsícům, Špindlera prohlásil za nevinného. Po odvolání jim c. k. vrchní soud zpřísnil trest na deset měsíců pro všechny tři a pokutu; nejvyšší soud ale potvrdil výrok první instance a Špindlera osvobodil.
V roce 1870 založil dva čtrnáctideníky — Říp a Podřípan, které se mimo jiné zabývaly podporou zahraničních Čechů a pochvalně se zmiňovaly o pruské politice v Německu. Vydával je v této podobě do roku 1885, kdy byla zrušena povinnost nakladatele složit kauci. Téhož roku byly oba časopisy spojeny do týdeníku Podřípan a jejich vydávání svěřeno družstvu. Špindler ale zůstal jeho redaktorem až do roku 1911.
V časopisech i v další veřejné činnosti podporoval mladočeskou stranu. Když ta roku 1885 prohrála na Roudnicku volby, snažili se vítězní staročeši sesadit jej z funkce okresního tajemníka. To se jim však nepodařilo. Jejich odpor skončil až roku 1889, kdy byl Špindler zvolen na mladočeské kandidátce do Českého zemského sněmu za venkovské obce. Tam zasedal 18 let; roku 1895 však přenechal svůj venkovský mandát zástupci rolnictva a byl místo toho zvolen za skupinu měst Roudnice nad Labem, Mělník, Mšeno a Brandýs nad Labem. Ve sněmu byl náhradníkem přísedícího zemského výboru. Roku 1894 byl rovněž jmenován komisařem Hypoteční banky.
Roku 1890 se poslanec Karel Mattuš vzdal mandátu v Říšské radě (celostátní parlament), aby se mohl plně věnovat funkci vrchního ředitele zemské banky. Na uprázdněné místo byly vyhlášeny doplňovací volby, zvítězil Špindler. Reprezentoval městskou kurii, obvod Mladá Boleslav a Turnov. Poslanecký slib složil 23. dubna 1890. Podařilo se mu získat hlasy i v tradičně konzervativních (staročeských) obcích, zřejmě i v reakci na nepopulární punktace. Na Říšské radě pronášel projevy mimo jiné na obranu národnostních menšin a trýzněných vojáků. Stal se místopředsedou tiskového a předsedou rozpočtového výboru. Poslanecký mandát obhájil ve stejném obvodu i ve volbách do Říšské rady roku 1891, volbách do Říšské rady roku 1897 a volbách do Říšské rady roku 1901. Ve vídeňském parlamentu zasedal do konce funkčního období sněmovny, tedy do roku 1907.
Ve Vídni se stal zastáncem aktivní politiky. Byl zastáncem státoprávní myšlenky, doufal ve vítězství demokratických zásad a posílení Slovanstva; pro současnost ale neviděl jinou praktickou možnost než oportunní politiku, využívání příležitostí v rámci daného systému.
Roku 1891 byl zvolen roudnickým starostou. V této funkci, kterou vykonával do roku 1913 (podle jiného zdroje do roku 1911), mimo jiné zajistil vybudování nového železného mostu přes Labe.
Roku 1903 se vzdal funkce okresního tajemníka, o deset let později odešel z veřejného života. Zemřel v Roudnici 17. prosince 1918, krátce poté, co se vznikem Československa splnil jeho dávný sen o samostatném českém státě. Pohřben byl v Krabčicích.

## Ocenění
Špindler byl svými současníky oceňovaný jako vlastenec, oddaný novinář a přesvědčivý řečník. Jako jeden z mála veřejných činitelů té doby nevyužíval politické funkce k osobnímu obohacení. Za zásluhy o rozvoj regionu a jeho obranu proti poněmčování se stal čestným členem roudnických spolků (Říp, Sokol) a čestným občanem Roudnice, Třebenic, Mlčechvost, Rýdrovic a Bohušovic; čestné občanství mu udělila i rodná Choceň. Na domě, kde zemřel, byla roku 1935 osazena pamětní deska. Na jeho počest byla rovněž pojmenována Městská knihovna Ervína Špindlera v Roudnici, jejímž základem se roku 1921 stala Špindlerova rozsáhlá soukromá sbírka knih.

## Dílo
Byl literárně činný jako básník, novinář, spisovatel a překladatel. Vedle roudnických časopisů (Říp, Podřípan) přispíval do Národních listů, Barákovy Svobody a Obrany. V letech 1863-66 byl pražským zpravodajem vídeňského listu Wanderer. Jeho práce publikovaly rovněž časopisy Osvěta, Zlatá Praha, Rodinná kronika a Lada. Roku 1913 uveřejnil v Ženských listech vzpomínku na 50. a 60. léta.
Jako básník byl ovlivněn Heinem a Nerudou. Rovněž psal historické romány a divadelní hry a překládal; přeložil mimo jiné libreta ke Smetanovým operám Dalibor a Libuše.
Knižně vyšly jeho práce:
- Básně Ervína Špindlera (1866)
- Bělohorští mučedníci : původní historický román z dob působení řádu Jezovitského v Čechách (1867)
- Historické povídky (1874-5 ve dvou svazcích)
- O významu českého Sokolstva v národě našem (přednáška 1886)
- Poznejme se! Napravme se! : na otázku: Čeho jest nám v ohledu národním nejvíce třeba? (přednáška 1889)
- Nejnovější a nejúplnější tajemník lásky a dvorný společník : vzory k dopisům milostným, jakož i navedení pro mladé lidi, jak se mají chovati ve společnosti (1891 s reedicemi)

Překlady:
- Alfred Meissner: Žižka (1864)
- Josef Wenzig: libreto opery Dalibor
- Josef Wenzig: libreto opery Libuše
- Heinrich Heine: Kniha písní (1873)
- Heinrich Heine: Atta Troll : sen letní noci (1874)
- Adolf von Wilbrandt: Gracchus, tribun lidu : tragédie v 5 jednáních (1876)